# Bagnell
Bagnell és una població dels Estats Units a l'estat de Missouri. Segons el cens del 2000 tenia 86 habitants.

## Demografia
Segons el cens del 2000, Bagnell tenia 86 habitants, 36 habitatges, i 20 famílies. La densitat de població era de 70,6 habitants per km².
Dels 36 habitatges en un 30,6% hi vivien nens de menys de 18 anys, en un 38,9% hi vivien parelles casades, en un 11,1% dones solteres, i en un 41,7% no eren unitats familiars. En el 38,9% dels habitatges hi vivien persones soles el 22,2% de les quals corresponia a persones de 65 anys o més que vivien soles. El nombre mitjà de persones vivint en cada habitatge era de 2,39 i el nombre mitjà de persones que vivien en cada família era de 3.
Per edats la població es repartia de la següent manera: un 27,9% tenia menys de 18 anys, un 9,3% entre 18 i 24, un 29,1% entre 25 i 44, un 20,9% de 45 a 60 i un 12,8% 65 anys o més.
L'edat mediana era de 36 anys. Per cada 100 dones de 18 o més anys hi havia 100 homes.
La renda mediana per habitatge era de 25.313 $ i la renda mediana per família de 27.857 $. Els homes tenien una renda mediana de 22.083 $ mentre que les dones 16.563 $. La renda per capita de la població era de 14.633 $. Cap de les famílies i el 2,2% de la població estaven per davall del llindar de pobresa.

## Poblacions més properes
El següent diagrama mostra les poblacions més properes.